# Jovan Stojanović
Jovan Stojanović (Kirin Serbia: Јован Стојановић; sinh 21 tháng 4 năm 1992) là một cầu thủ bóng đá Serbia, thi đấu cho Kortrijk.

## Danh hiệu
Vojvodina
- Cúp bóng đá Serbia: 2013–14[3]